# Oxymormyrus
Genre
Oxymormyrus est un genre de poisson de la famille des Mormyridés. Il contient deux espèces.

## Espèces
Selon FishBase (13 juin 2011) et ITIS (13 juin 2011):
- Oxymormyrus boulengeri (Pellegrin, 1900)
- Oxymormyrus zanclirostris (Günther, 1867)